# Samarai
L'isola di Samarai è un'isola nell'arcipelago delle Louisiade della Papua Nuova Guinea, si trova ad est della punta orientale della Nuova Guinea. Amministrativamente fa parte del distretto di Samarai-Murua nella provincia della Baia Milne, regione di Papua.